# Seznam nordijskih bogov
Nordijski bogovi se delijo na Aze, Vane in včasih vključujejo tudi Jotune, velikane. Delitev na posamezne skupine ni enolična, vendar se običajno k Azom šteje bojevniške bogove, kot so Odin, Thor in Tyr, Vani pa so bogovi plodnosti, predvsem Niord, Freya in Freyr. Tudi druge skupine, kot so škrati in vilini, so verjetno spadali med manjša božanstva in so jih ljudje častili.
- Ægir (Vladar morja, njegova žena je Ran)
- Andhrímnir (Vladar bogov)
- Aurvandil (Manjša oseba iz Skáldskaparmála z vlogo v drugih germanskih zgodbah)
- Balder (Bog lepote, nedolžnosti in miru, žena Nanna)
- Borr (Oče Odina, Vilija in Ve. Žena: Bestla)
- Bragi (Bog poezije in lova, žena Iðunn)
- Búri (Prvi bog in oče Bora.)
- Dagr (Bog dneva, sin Dellinga in Nótt.)
- Delling (Bog zore)
- Eir (Boginja zdravilstva)
- Elli (Boginja starosti)
- Forseti (Bog pravice, miru, meditacije in resnice. Sic Baldra in Nanne.)
- Freyja (Boginja ljubezni, spolnosti in plodnosti, mož: Ódr)
- Freyr (Bog plodnosti, žena: Gerd)
- Frigg (Boginja poroke in materinstva, mož: Odin)
- Fulla
- Gefjun
- Hel (Vladarica Helheima, nordijskega podzemlja.)
- Heimdall (varuh Asgarda)
- Hermóðr
- Hlín
- Höðr
- Hœnir
- Huldra
- Iðunn (Boginja mladosti, mož: Bragi.)
- Jord (Boginja Zemlje, mati Thora)
- Kvasir
- Laga
- Lofn
- Loki (Zvijačni bog prevat, žena: Sigyn)
- Magni
- Mani (bog)
- Miming
- Mimir
- Modi
- Nanna (Poročena z Baldrom, mati Forseti.)
- Nerthus (Boginja, ki jo omenja Tacit. Njeno ime je povezano z Njord.)
- Njord
- Nótt (Boginja noči, hči Narvi in mati Aud, Jord in Dagr, očetje Naglfari, Annar in Delling.
- Odin (Gospodar Azov, bog modrosti in vojne. Žena: Frigg.)
- Óttar
- Ran (Varuhinja utopljencev, mož Ægir)
- Saga
- Sif (Ásynja, pomagala je pridelkom rasti. Mož: Thor)
- Sigyn (Lokijeva žena. Rodila mu je dva sinova, Valija in Narvija.)
- Sjöfn
- Snotra
- Sol
- Thor (Bog groma in bitke, žena: Sif.)
- Thrud
- Tyr (Bog vojne)
- Ullr
- Vali
- Var
- Vé (Eden od treh bogov stvarnikov, brat Odina in Vilija)
- Vidar
- Vili (Eden od treh bogov stvarnikov, brat Odina in Véja.)
- Vor

### Psevdo-bogovi in boginje
Nekateri viri vključujejo naslednja božanstva, ki sicer ne nastopajo v nordijskem panteonu.
- Astrild (V bistvu rimski Amor ali Kupid, ki so si ga izmislili baročni in rokokojski pisci. Lahko ga zamenjamo s Freyo.)
- Brono (Naj bi bil bog dneva in sin Baldra, izvor neznan. Lahko ga zamenjamo z Dagrom ali Forsetijem.)
- Geirrendour (Naj bi bil oče morskih deklic, izvor neznan. Lahko ga zamenjamo z  Ægirjem.)
- Jofur (V bistvu rimski Jupiter  ki so si ga izmislili baročni in rokokojski pisci. Lahko ga zamenjamo s Thorom.)
- Laga (Naj bi bila boginja izvirov in studencev, izvor neznan.)